# Мярка, Кароль (старший)
Ка́роль Мя́рка — старший или «отец» (также Карл, пол. Karol Miarka, 22 октября 1824 — 15 августа 1882) — польский патриот-публицист и деятель национального возрождения поляков в Силезии.

## Биография
Сын бедного сельского учителя, Мярка не получил правильного образования и уже с 16 лет должен был занять место помощника народного учителя. Как питомец немецкой школы, Мярка первоначально вполне разделял господствовавшее тогда среди силезцев предубеждение против польского языка, а о существовании польской литературы даже и не подозревал. После смерти отца Мярка занял его место и учительствовал в родном селе с 1850 по 1869 г. В это время он составил, между прочим, сборник патриотических школьных песен на немецком языке.
Когда в конце 1850-х гг. в Силезии зародилось национальное польское движение, в Мярке проснулось спавшее дотоле чувство любви к родине и её языку. В 1861 г. он выступает с повестью «Górka Klemensowa», написанной на сюжет из народных преданий о первых временах христианства в Силезии; потом написал ещё несколько исторических повестей («Husyci na Górnym Śląsku», 1865; «Szwedzi w Lędzinach», 1868, «Żywcem zamurowana», 1870) и комедию «Kulturnik» и стал издавать дешёвую народную газету «Katolik», избрав знаменем охрану польской самобытности.
1870-е гг. были временем расцвета публицистической деятельности Мярки. Бисмарк принужден был считаться с влиянием «Katolika», открыто называл Мярку вредным демагогом и обвинял его в подстрекательстве во время беспорядков среди рабочих. Мярке приходилось по месяцам отбывать тюремное заключение и уплачивать денежные штрафы.
Над пробуждением национального самосознания силезцев Мярка работал не только в печати: он организовал кружки («kółka»), задачей которых было устройство народных чтений, общественных увеселений, библиотек и хоров. Этими кружками учреждено свыше 250 библиотек. Кроме того, М. устраивал спектакли для народа и сам написал несколько пьес («Zuawi», «Dzwonek sw. Jadwigi», «Kwiatek Górn. Szl.», «Kulturnik»).
Отец Кароля Мярки — младшего, силезского издателя и общественного деятеля.

## Сочинения
- «Sądy boże» (повесть, 1870), отдельное издание 1895.
- «Petronela, pustelnica na Górze św. Anny» (повесть, 1876—1877), отдельное издание 1877.
- «Kultura» (драма, «Gwiazdka Cieszyńska» 1864), отдельное издание под заглавием «Kulturnik» 1895.
- «Bóg widzi» (повесть, 1873).

## Память
- С 1983 года в Силезии вручается Премия им. Кароля Мярки за пропаганду культуры и науки.